# ژاک تاتی
ژاک تاتی (به فرانسوی: Jacques Tati) (۹ اکتبر ۱۹۰۷ – ۵ نوامبر ۱۹۸۲) کارگردان و کمدین فرانسوی بود.

## زندگی و حرفه
تاتی در لو پک، ایولین زاده شد. پدر او گیورگس-امانوئل تاتیشچف روسی بود و مادرش مارسل کلر وان هوف تباری هلندی داشت.
او کار خود را در سینما در سال ۱۹۳۲ با بازی در فیلمی کوتاه اسکار قهرمان تنیس آغاز کرد. او تا پیش از ساخت نخستین فیلمش در۶ فیلم دیگر از جمله جانور تحت تعقیب (۱۹۳۴)، یکشنبه درخشان (۱۹۳۵)، مراقب سمت چپت باش (۱۹۳۸) و بازگشت به دیار (۱۹۳۸) نقش‌های کوچکی ایفا کرد.
نخستین تجربه او در کارگردانی ساخت فیلم کوتاه مدرسه پستچی‌ها بود. پس از آن تاتی در سال ۱۹۴۹ فیلم بلند روز جشن را ساخت. او خودش در این فیلم کمدی که داستان آن در دهکده‌ای آرام می‌گذرد نقش فرانسوای پستچی را بازی کرد.

## فیلم‌شناسی

### کارگردان
- مدرسه پستچی‌ها (فیلم کوتاه، ۱۹۴۷)
- روز جشن (۱۹۴۹)
- تعطیلات موسیو اولو (۱۹۵۳)
- دایی من (۱۹۵۸)
- زنگ تفریح (۱۹۶۷)
- ترافیک (۱۹۷۱)
- رژه (۱۹۷۴)
- فورزا باستیا (فیلم کوتاه، ۱۹۷۸)

### بازیگر
- اسکار قهرمان تنیس (۱۹۳۲)
- جانور تحت تعقیب (فیلم کوتاه، ۱۹۳۴)
- یکشنبه درخشان (فیلم کوتاه، ۱۹۳۵)
- مراقب سمت چپت باش (فیلم کوتاه، ۱۹۳۶)
- بازگشت به دیار (فیلم کوتاه، ۱۹۳۸)
- سیلوی و روح (۱۹۴۶)
- شیطان در تن (۱۹۴۷)
- مدرسه پستچی‌ها (فیلم کوتاه، ۱۹۴۷)
- روز جشن (۱۹۴۹)
- تعطیلات موسیو اولو (۱۹۵۳)
- دایی من (۱۹۵۸)
- کلاس‌های شب (فیلم کوتاه، ۱۹۶۷)
- زنگ تفریح (۱۹۶۷)
- ترافیک (۱۹۷۱)
- گونه به گونه (مجموعه تلویزیونی محصول یوگسلاوی، ۱۹۷۲)
- رژه (۱۹۷۴)

### فیلم‌نامه‌نویس
- تردست (۲۰۱۰)

### جایزه‌ها
- جشنواره کن ۱۹۵۸: جایزه بزرگ برای دایی من
- جوایز اسکار ۱۹۵۸: بهترین فیلم خارجی برای دایی من